# Sántha Ferenc
Mózsi Ferenc (Debrecen, 1947. április 26. –) magyar író, novellista. Polgári neve Sántha Ferenc.
Sánta Ferenc író fia. Írói nevét eredeti családnevükből kölcsönözte (apai nagyapja Sántha Mózsi Ferenc).
Nem azonos a szintén Mózsi Ferenc néven publikáló költővel.

## Élete
Sánta Ferenc és Harmati Ilona legidősebb gyermekeként született. 1967-ben érettségizett Budapesten. 1970-ben az ELTE Bölcsészettudományi Karon magyar-könyvtár szakos diplomát szerzett. 1983-tól a Magvető Könyvkiadó szerkesztője volt.  Első novellái különféle irodalmi lapokban jelentek meg a hatvanas évek végén.

## Művei
- Ahol a sziget kezdődik (1968)
- Eső a szilfák levelén (fiatal prózaírók antológiája) (1975)
- Vakító napsütésben, elbeszélések (1977)
- Jancsi, Juliska és Barbie baba; Balaton Akadémia, Keszthely, 2010 (Szent György könyvek)
- Csontkovács, elbeszélések (2011)
- Mózsi Ferenc, Vasy Géza – Sánta Ferenc-album (2014)
- A pentaton kapcsolat. Mondatok mások és a magam nevében, 1966-2016; Napkút, Budapest, 2016